# Huevo (alimento)

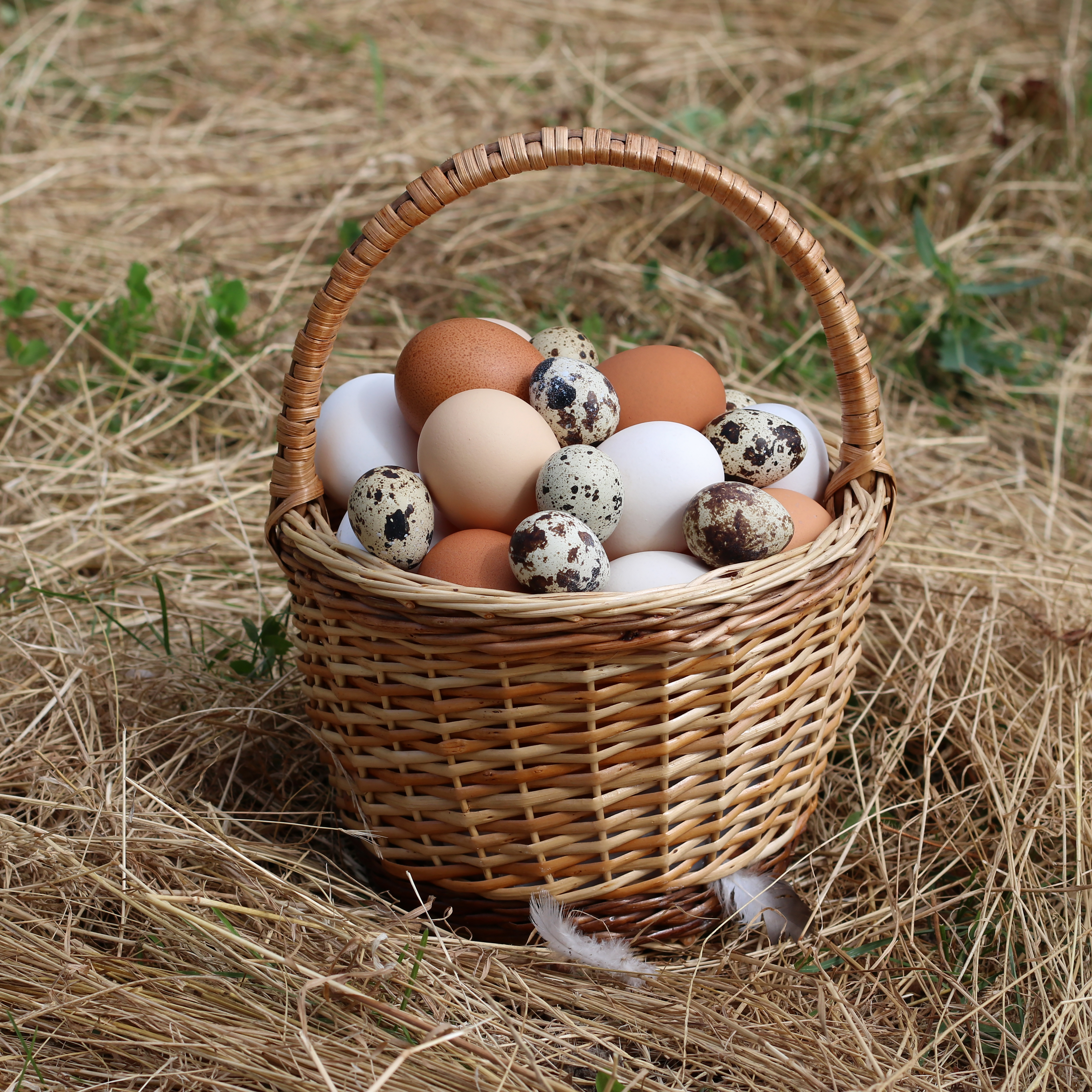
Huevos de gallina blancos y morenos, junto a huevos más pequeños de codorniz.

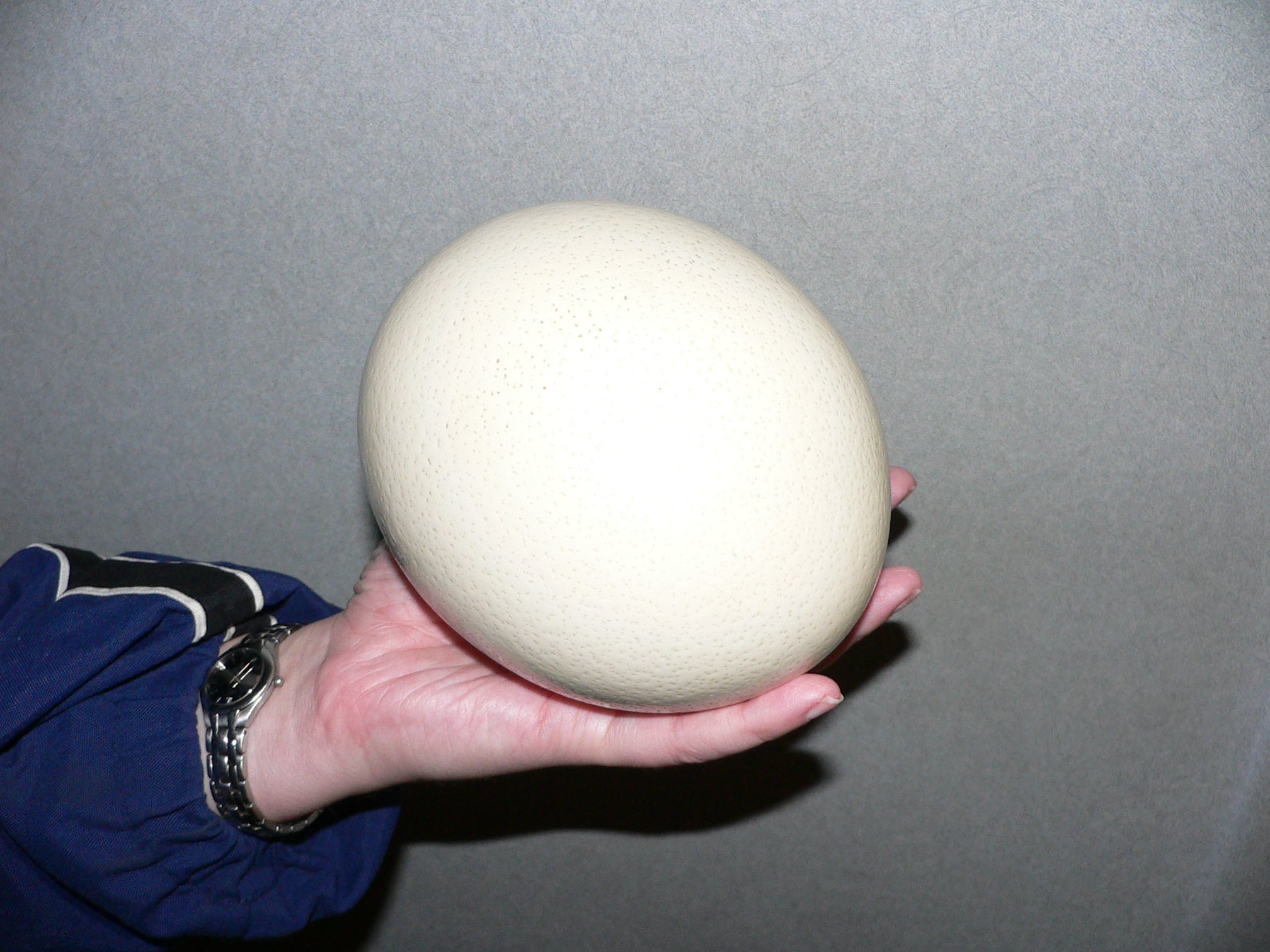
Huevo de avestruz.

Los huevos constituyen un alimento habitual en la  alimentación de los humanos. Se presentan protegidos por una cáscara y son ricos en proteínas (principalmente albúmina, que es la clara o parte blanca del huevo) y lípidos. Son un alimento de fácil digestión, componente principal de múltiples platos dulces y salados, y una parte imprescindible en muchos otros debido a su propiedad aglutinante.

## Características
Los más consumidos, con gran diferencia, son los de gallina (Gallus gallus domesticus), seguidos por los de pato y ganso; también se consumen los huevos de codorniz, que son muy pequeños, bien como exquisitez gastronómica o para niños pequeños. Los huevos de avestruz y ñandú son también comestibles y pueden llegar a pesar 1,3 kg. Casi todos ellos proceden de explotación industrial: avicultura. Los huevos empleados en el consumo humano son por regla general y en su gran mayoría no fertilizados (a excepción del balut indonesio). Las huevas (como el caviar) son huevos de pescado y son también comestibles en muchos casos por diversas culturas. A los productos obtenidos del huevo se les denomina ovoproductos. En México, desde los aztecas y aún en nuestros días, se consume la hueva del mosquito, que las hembras colocan en las partes bajas de las lagunas como en el Lago de Texcoco y le llaman ahuautle, conocido como caviar mexicano.
También son comestibles los huevos de reptiles como las iguanas y la tortugas (tanto las marinas como las terrestres).
Respecto a la frescura de un huevo destinado a la alimentación humana en ciertos países, como en los Estados miembros de la Unión Europea, se considera con la denominación de 'huevos frescos' aquellos huevos que están destinados a un consumo en un plazo de 4 semanas desde la puesta de la gallina. Las denominación 'extra frescos' limita este plazo a tan solo una semana.

## Huevo de gallina

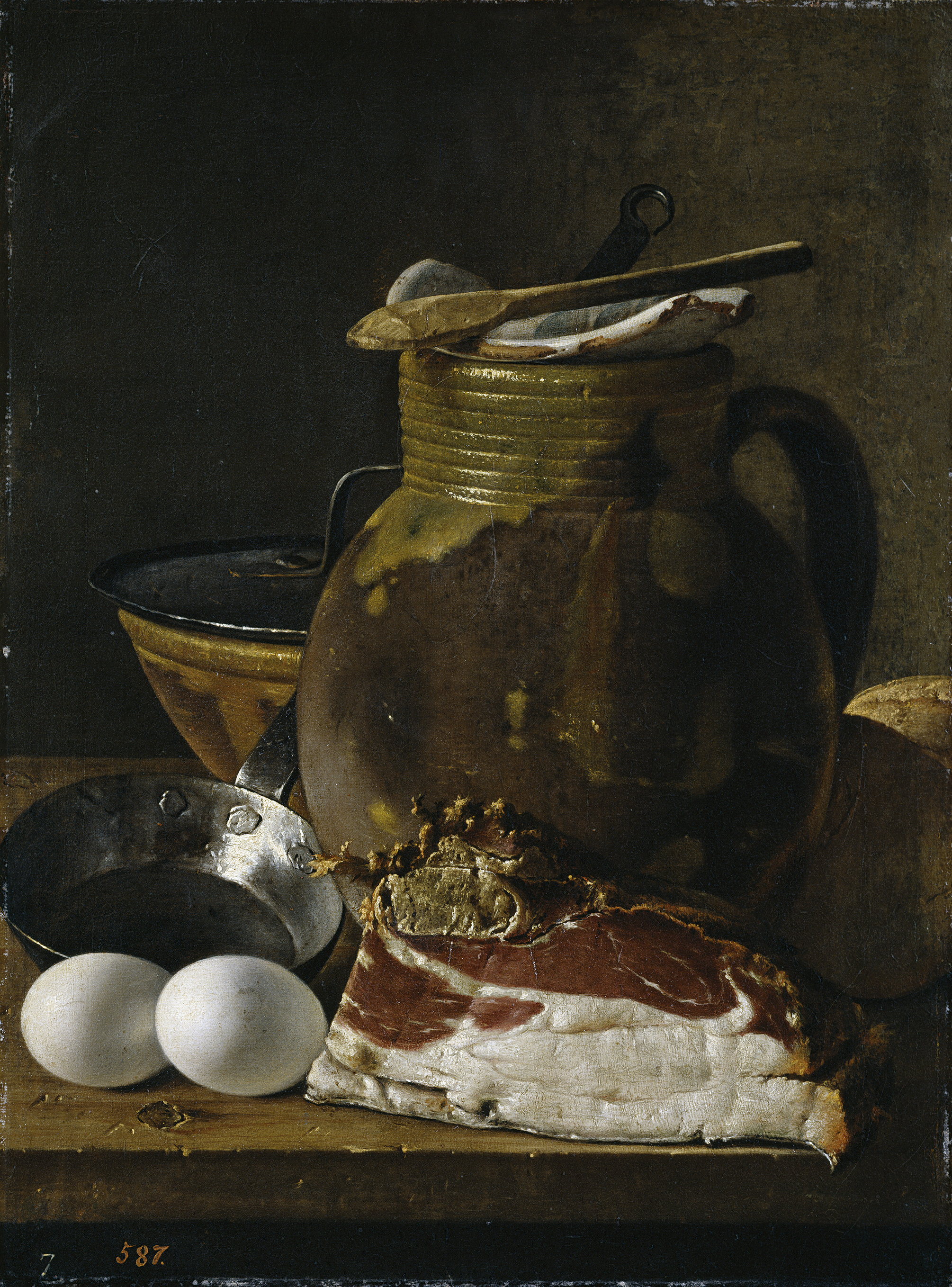
Bodegón de huevos, jamón y recipientes, obra de Luis Meléndez.

### Composición y nutrientes
| Huevo entero Valores aproximados (en peso) según raza y tipo de ave, así como de alimentación | Huevo entero Valores aproximados (en peso) según raza y tipo de ave, así como de alimentación |
| --------------------------------------------------------------------------------------------- | --------------------------------------------------------------------------------------------- |
| Cáscara                                                                                       | 10,5 %                                                                                        |
| Yema                                                                                          | 31 %                                                                                          |
| Clara                                                                                         | 58,5 %                                                                                        |

| Composición (por cada 100 gramos) | Proteínas | Lípidos | Agua | Minerales |
| --------------------------------- | --------- | ------- | ---- | --------- |
| Clara                             | 17,0      | 0,2     | 88,0 | 0,8       |
| Yema                              | 12        | 32,5    | 48,0 | 2,0       |
| Cáscara                           | 3,3       |         | 1,6  | 96,0      |

| Por cada 60 gramos (huevo mediano) | Proteínas | Lípidos | Agua | Minerales |
| ---------------------------------- | --------- | ------- | ---- | --------- |
| Clara                              | 10,2      | 0,12    | 58,2 | 0,5       |
| Yema                               | 6,3       | 19,5    | 28,8 |           |
| Cáscara                            | 2,0       |         | 1,0  | 57,6      |

#### La cáscara
Las cáscaras de los huevos de gallina pueden ser blancos o morenos, que en realidad son de color pardo claro. Algunas gallinas ponen huevos con fuerte matiz verde-azul. En diferentes regiones del mundo se tienden a preferir unos frente a otros. En general, los blancos se asocian a mayor higiene y los pardos a más naturales, pero en realidad son iguales y poseen las mismas propiedades organolépticas. La cáscara del huevo es porosa y puede llegar a tener de 7 000 a 17 000 poros.
Es una gran fuente de calcio, pero aunque es comestible, obviamente su consumo necesita de métodos complejos que permiten ser ingeridas sin riesgo de sufrir heridas gastro-intestinales. Un ejemplo de ingestión de cáscara se encuentra en los huevos encurtidos, en los que el vinagre (pH ácido) ablanda la cáscara durante su conservación. Otra posibilidad es la de someter la cáscara a la acción del ácido cítrico (zumo de limón) durante algunas horas; el líquido lechoso resultante se puede ingerir resultando una importante fuente de calcio de sustitución en enfermedades carenciales como la osteomalacia y el raquitismo y también en la desmineralización como la osteoporosis. Considerando que la dosis mínima es de un gramo diario, una cáscara aporta aproximadamente 6,5 gramos de este mineral.
Biológicamente la cáscara es una cubierta terciaria del óvulo, obtenida (al igual que la clara) durante su paso por el oviducto.

#### La yema

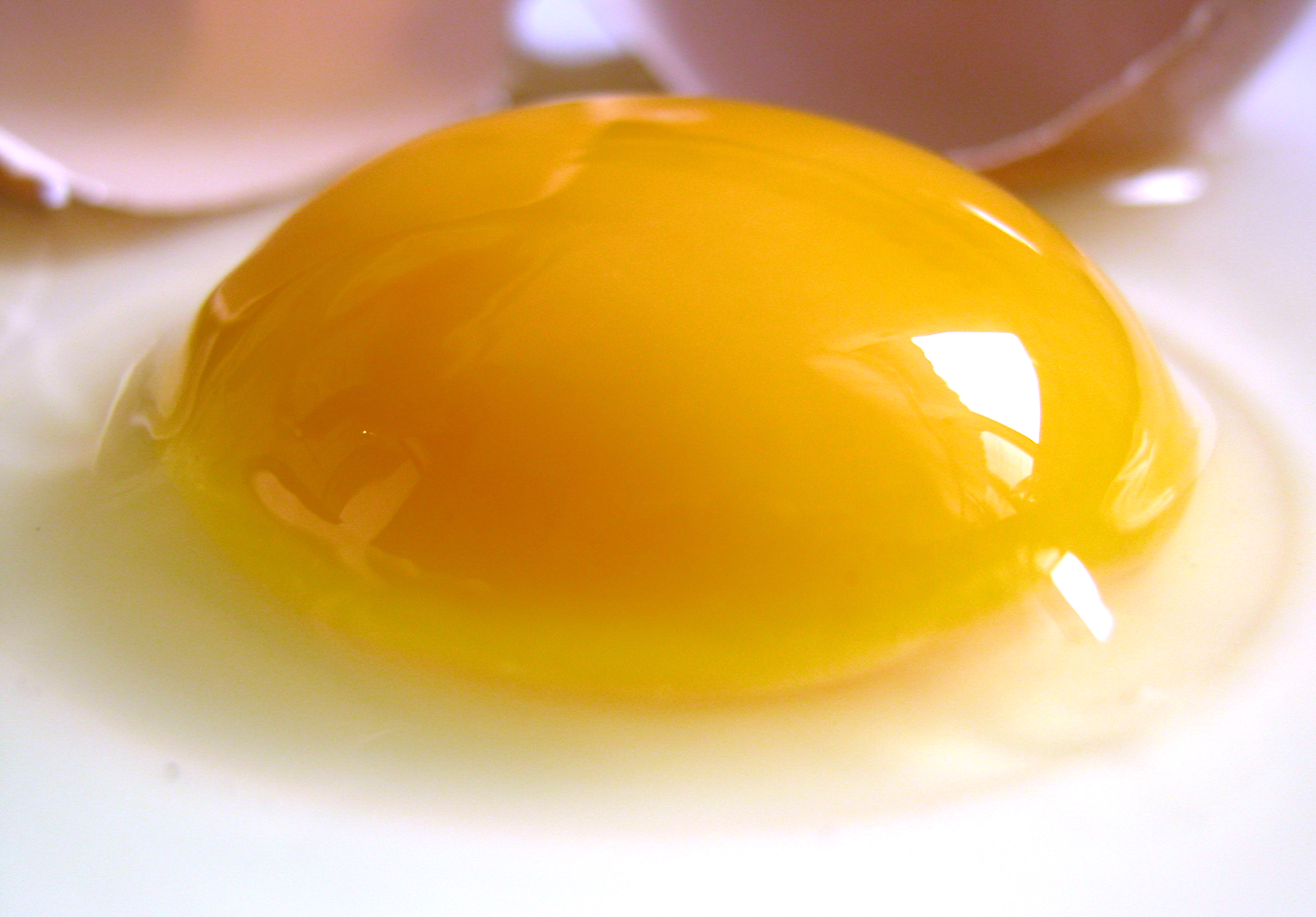
Yema de huevo de gallina aún cruda, rodeada por su clara.

La yema constituye la tercera parte del peso total del huevo y su función biológica es la de aportar nutrientes, calorías, vitamina A, tiamina y hierro necesarios para la nutrición del pollo que crecerá en su interior. El color amarillo de la yema no proviene del beta-caroteno (color naranja de algunas verduras) sino de los xantófilas que la gallina obtiene de la alfalfa y de los diversos granos (como puede ser el maíz). Los cuidadores suelen verter en el pienso de las gallinas ponedoras pétalos de asteraceae y otros aditivos que proporcionan color. Los huevos de pato muestran un profundo color naranja debido al pigmento cantaxantinas que existe en los insectos acuáticos y crustáceos de la dieta de estas aves.
La estructura interna de la yema es como si fuera un conjunto de esferas concéntricas (al igual que una cebolla). Cuando se cocina el huevo, estas esferas se coagulan en una sola. La yema se protege y se diferencia de la clara por una membrana vitelina. En cocina se suele emplear la yema del huevo en la elaboración de las salsas emulsionadas a base de yemas de huevo y grasas (aceite de oliva y/o mantequilla). En algunos casos ellas mismas ya son ingrediente de diversos elementos de repostería, tal y como las yemas de Santa Clara, los huevos chimbos, las rosquillas de Alcalá y el tocino de cielo.
Biológicamente, la yema es un óvulo no fecundado.

#### La clara
La clara aporta las dos terceras partes del peso total del huevo. Se puede decir que es una textura casi transparente en cuya composición casi el 90 % es agua y el resto es proteína, con trazas de minerales, materiales grasos, vitaminas (la riboflavina es la que proporciona ese color ligeramente amarillento) y glucosa (la glucosa es la responsable de oscurecer el huevo en las conservaciones de larga duración: huevo centenario). Las proteínas de la clara están presentes para defender al huevo de la infección de bacterias y otros microorganismos, pues su función biológica es la de detener agresiones bioquímicas del exterior.
Las proteínas incluidas en la clara del huevo son las siguientes:
- La ovoalbúmina es la más abundante en el huevo (y es la proteína que primero se cristalizó en laboratorio, en el año 1890).[5] Se desnaturaliza fácilmente con el calor.
- La conalbúmina hace el 14 % del total de las proteínas de la clara de huevo.
- El ovomucoide alcanza una proporción del 11 %. Es el causante de muchas de las respuestas alérgicas al huevo.
- La lisozima alcanza el 3,5 % y actúa como antibiótico.
- La avidina alcanza una proporción del 0,05 %. Se une a la biotina y la bloquea.
- Flavoproteína un 0,8 %, precursor de vitaminas.
- Ovoinhibidor 1,5 %, principal enzima antiproteinasa de la clara.[6]

La clara de huevo es una mezcla homogénea coloidal (soluto entre 1 y 100 nanómetros). En virtud de ser un coloide, presenta un fenómeno muy particular de dispersión de la luz, llamado efecto Tyndall.

### Tamaño
Los huevos blancos y los huevos morenos únicamente se diferencian por el color de su cáscara, en función de la raza de la gallina que lo ha puesto, ya que su contenido nutricional es el mismo. Los huevos de gallina pueden ser de variados tamaños, siendo muy pequeños en aves jóvenes y grandes en aves adultas. La diferencia radica en que, al ser más grandes, la cáscara es más frágil y propensa a romperse. Como curiosidad, estos huevos grandes pueden venir con doble yema, debido a una doble ovulación del ave.
La cáscara del huevo se compone mayormente de carbonato de calcio. Puede ser de color blanco o castaño claro (marrón), según la variedad de la gallina ponedora. El color de la cáscara no afecta su calidad, sabor, características al cocinar, valor nutricional o grosor. Un huevo medio de gallina suele pesar entre 60 y 70 gramos

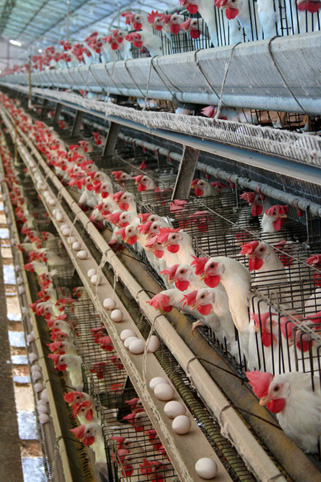
Gallinas ponedoras de huevos criadas en jaula, São Paulo, Brasil, 2007.

### Tipos de crianza de la gallinas y etiquetado de huevos
Los huevos provienen de las denominadas gallinas ponedoras que pueden ser criadas de distintas formas y por lo tanto los huevos tendrán una categoría y etiqueta distinta dependiendo de la legislación y normativas de los distintos países.
Según el Modelo Europeo de Producción los huevos, que obliga a numerar cada huevo, pueden ser:
- [0] - Huevos de gallinas ecológicas (ganadería ecológica, salida al aire libre y más espacio),
- [1] - Huevos de gallinas camperas (salida al aire libre, menos espacio),[10]
- [2] - Huevos de gallinas criadas en suelo, (en nave industrial pero criadas en el suelo).
- [3] - Huevos de gallinas criadas en jaulas, (en nave industrial, encerradas en jaulas).

## Uso culinario

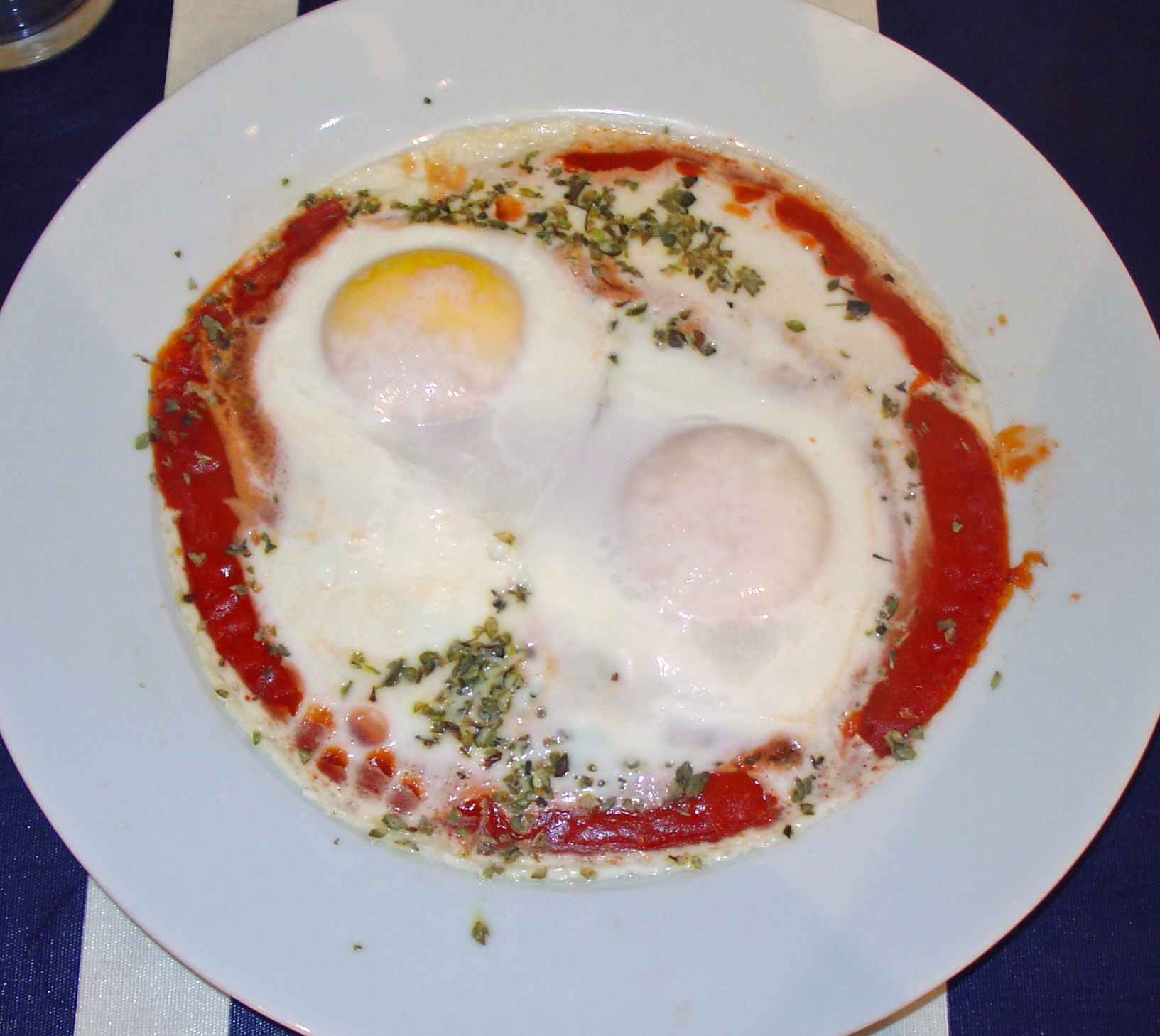
Unos huevos al plato.

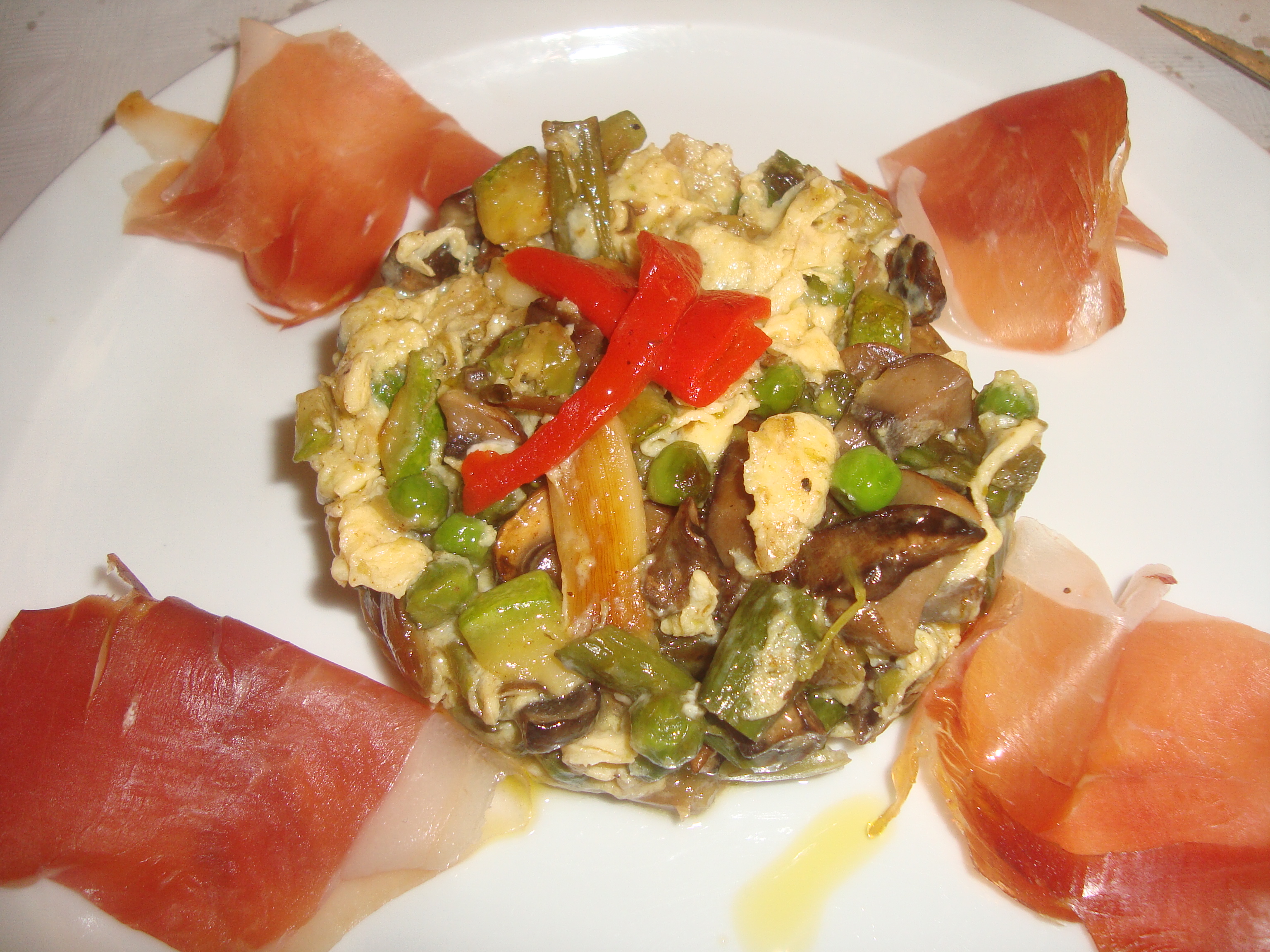
Revuelto de huevos rotos con verduras tiernas y jamón serrano (Castellón, España).

### Preparaciones - solo huevo
Los huevos se pueden consumir solos, al menos, de las siguientes maneras:
- Fritos en diversos medios grasos como pueden ser: mantequillas, aceite de oliva o en otros aceites vegetales aptos para el consumo humano, también se pueden freír en aceites animales (especialmente en manteca).
- A la plancha en planchas de acero o superficies de teflón antiadherentes
- Tortillas, una de las preparaciones más habituales es la tortilla a la francesa en occidente, la tortilla española o de patatas o en la variante asiática: la tamagoyaki de la cocina japonesa.
- Revueltos en la que la yema y la clara se coagulan juntas, a veces da lugar a huevos rotos que se mezclan con otros alimentos
- Cocidos cocidos con su cáscara durante más de 10 minutos hasta que su contenido se ponga sólido ('duros'), dentro de este cocimiento están los denominados 'blandos' (cocidos como los duros pero con la yema blanda) y los pasados por agua (cocidos con cáscara menos de 5 minutos)
- Escalfados o pochados, cocidos en caldo o agua (con vinagre o jugó de limón en el agua para facilitar la coagulación) sin cáscara.
- Al plato o a la cazuela (cocotte) que se cocinan en el horno y sin su cáscara. Preparados al horno suelen perder un 58% de agua por evaporación.
- Crudos. En algunas culturas se comen crudos.
- Huevos secos o deshidratados preparación muy típica de la gastronomía de China usada principalmente para realizar una conserva de huevos: Pidan (huevo de 100 años).
- Salmuera en la cocina china se consumen los huevos de pato en salazón.
- Encurtidos, en vinagre o pickled eggs. En algunos casos el huevo se ha cocido previamente y luego sometido a una inmersión en una solución de vinagre con especias, en estos casos se pueden comer con o sin su cáscara.
- Fertilizados en algunas culturas culinarias de Asia comen el huevo con galladura es decir fertilizado por el gallo, un ejemplo es el balut de indonesia.
- Al horno como pueden ser los huevos a la flamenca.

### Preparaciones - huevo como ingrediente

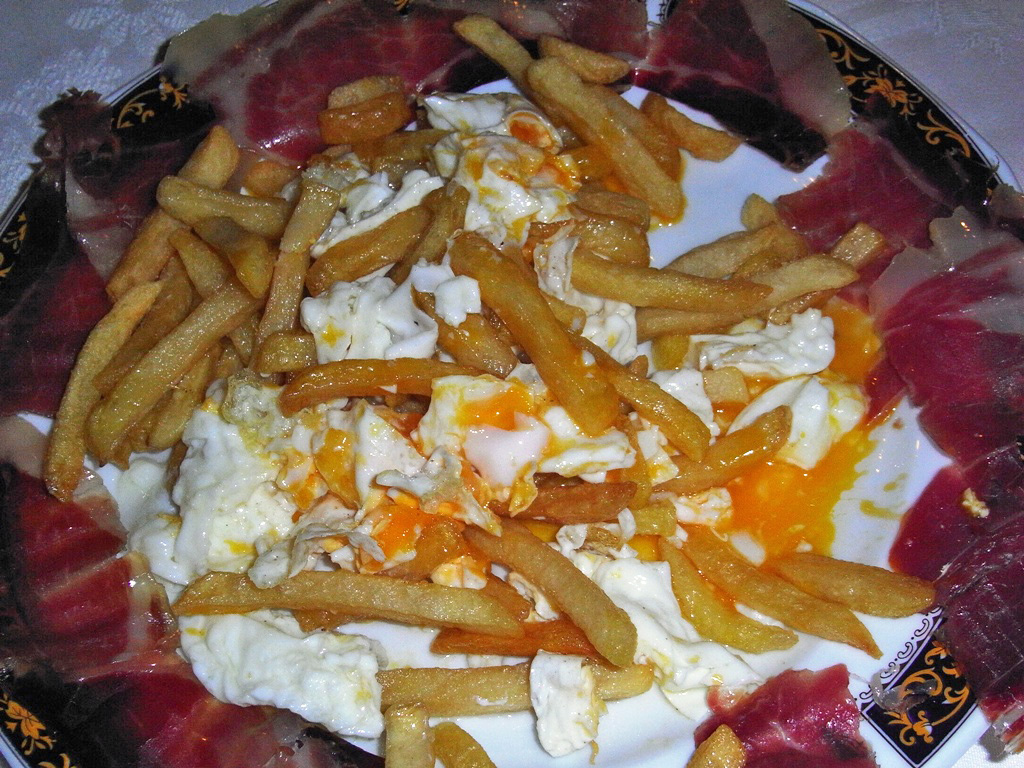
Huevos rotos con jamón.

Pero además los huevos forman la base de algunas preparaciones culinarias básicas debido en parte a la capacidad de coagulación y así tenemos las tortilla de patatas y sus innumerables variantes con otras verduras: con espárragos, con puerros, con espinacas, etc. En preparaciones como la tortilla francesa, de salsas que llevan huevo como la mayonesa, de la masa del bizcocho, del suflé, los flanes, los panqueques o de la quiche entre otros muchos platos. Se emplea en la elaboración de ciertas pastas que se denominan 'al huevo' por tener su masa huevo como ingrediente. Se puede encontrar en preparaciones de cocteles como el eggnog, o en licores como el neerlandés advocaat (una especie de ponche de huevo).
En repostería se usan las yemas de huevo principalmente para la elaboración de ciertos dulces y postres debido a su capacidad de coaligar masas, las llamadas yemas (famosas en Ávila, en especial las yemas de Santa Teresa), el tocino de cielo, las claras para los merengues y es empleado como ingrediente de los sorbetes, las cremas: la crème brûlée. Las preparaciones con espuma de huevo que se realizan batiendo las claras hasta lograr una espuma que forma parte de los suflés, los gin fizzes, los mousses, etc.

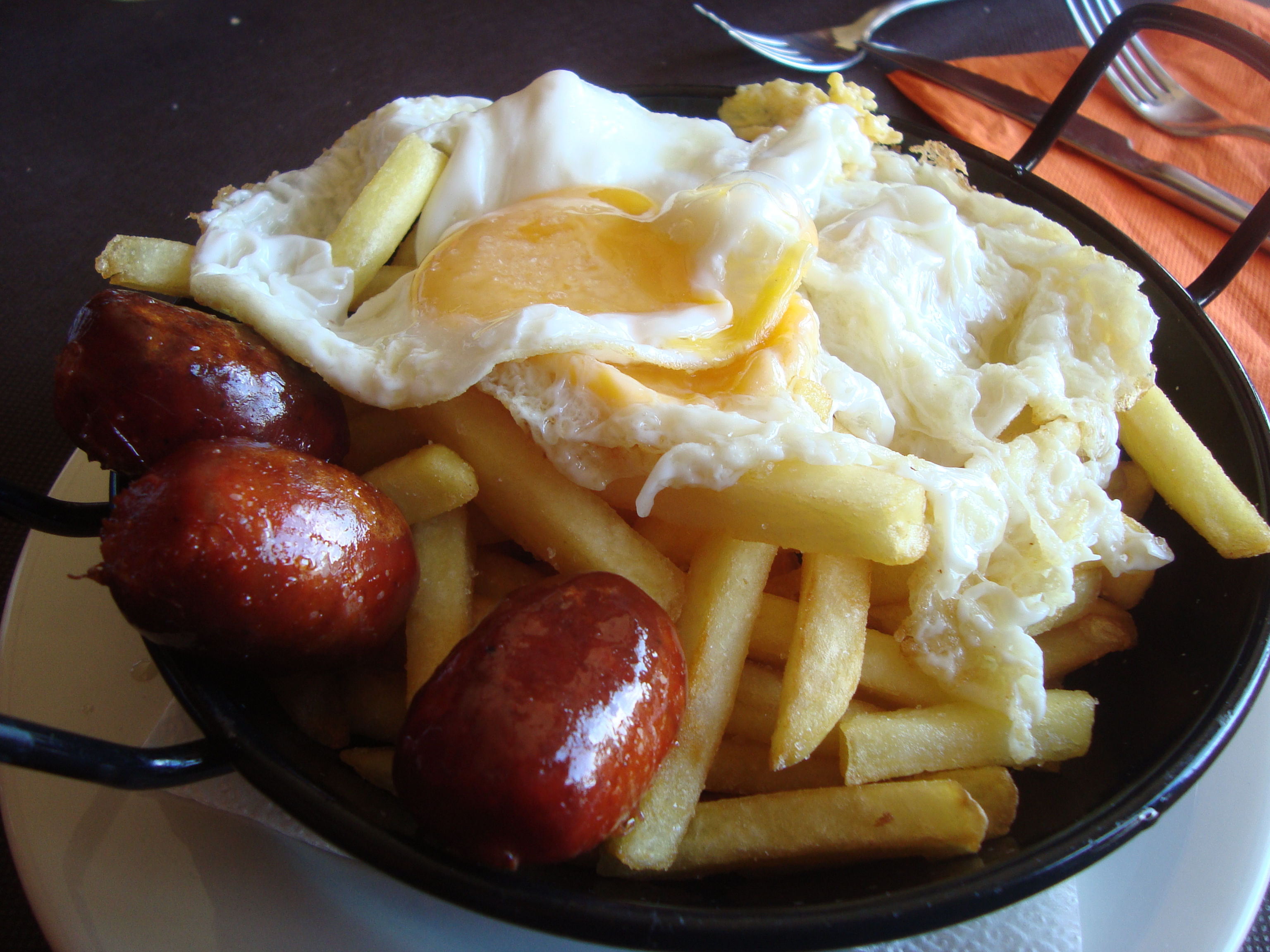
Patatas fritas, huevos rotos y chorizos de matanza (Teruel, España).

## Efectos de algunos ingredientes
Los huevos se cocinan a veces con otros ingredientes que pueden ir desde la sal común, el zumo de limón hasta la crema ácida, leche, brandy, etc. Las proteínas del huevo reaccionan de forma diferente con la adición de estos elementos. Cuando se diluye huevo con otros líquidos por regla general se aumenta la temperatura a la que 'cuaja' el huevo ya que la disolución hace que las distancias de las proteínas se encuentren con más moléculas de agua y es necesario más temperatura para que las moléculas de proteína se desnaturalicen (y por lo tanto, cuaje). El azúcar hace crecer la temperatura igualmente. Si consideramos la mezcla de un vaso de leche, azúcar y un huevo al no mezclarse la temperatura de cuajado es cercana a los 70 °C mientras que la mezcla rondará los 78 °C-80 °C.
Se suele decir que la sal y los alimentos ácidos 'endurecen' las proteínas del huevo. Esto se debe a que reducen la temperatura de coagulación, pero producen al mismo tiempo una textura más tierna (especialmente con la adición de ingredientes ácidos). En algunas recetas de la Edad Media en las preparaciones de huevo se empleaba verjus como acidulante; en la cocina marroquí existen platos con huevo revuelto a los que se añade vinagre.

## Valor nutricional e influencia sobre la salud

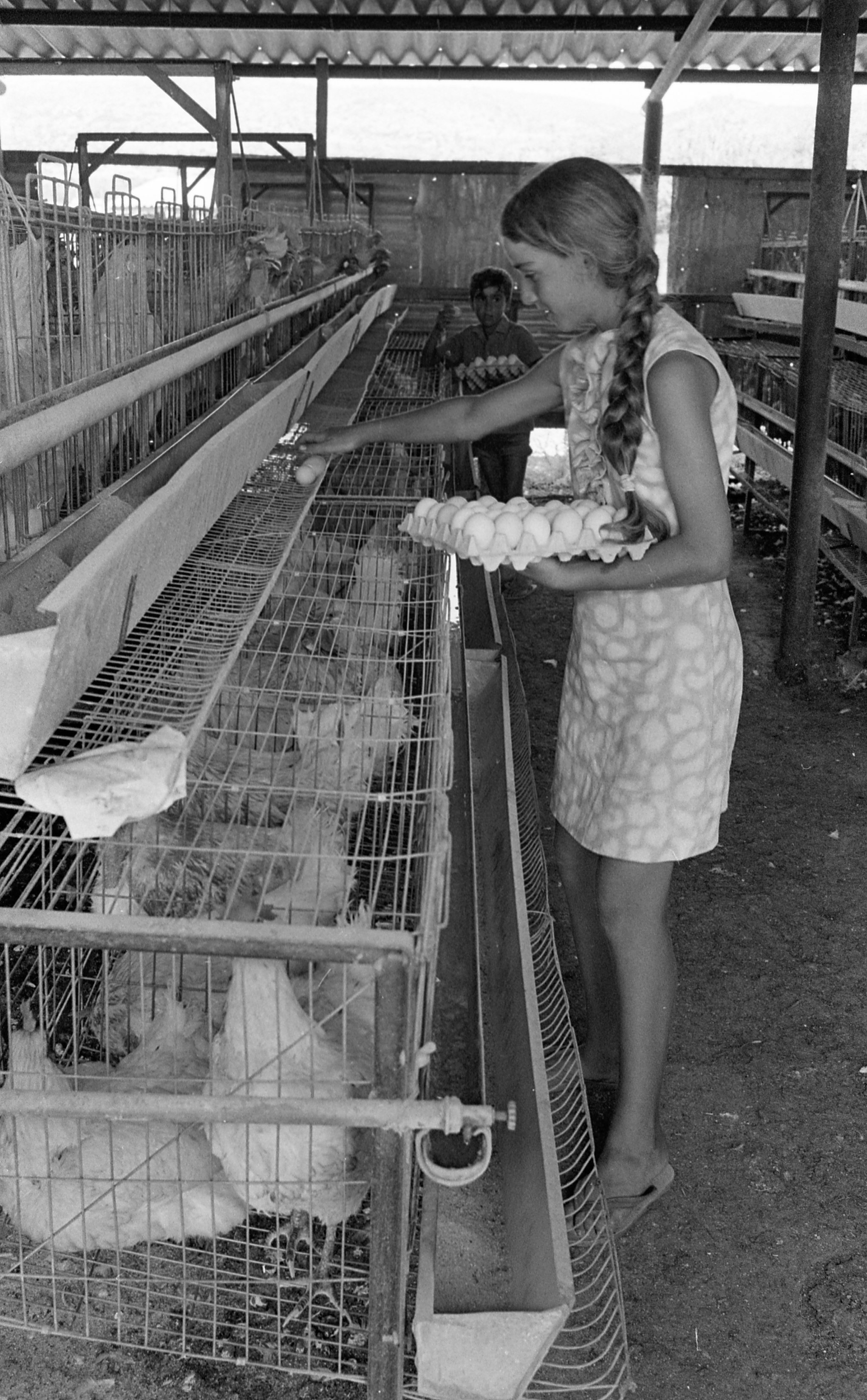
Granja de huevos, Israel 1969

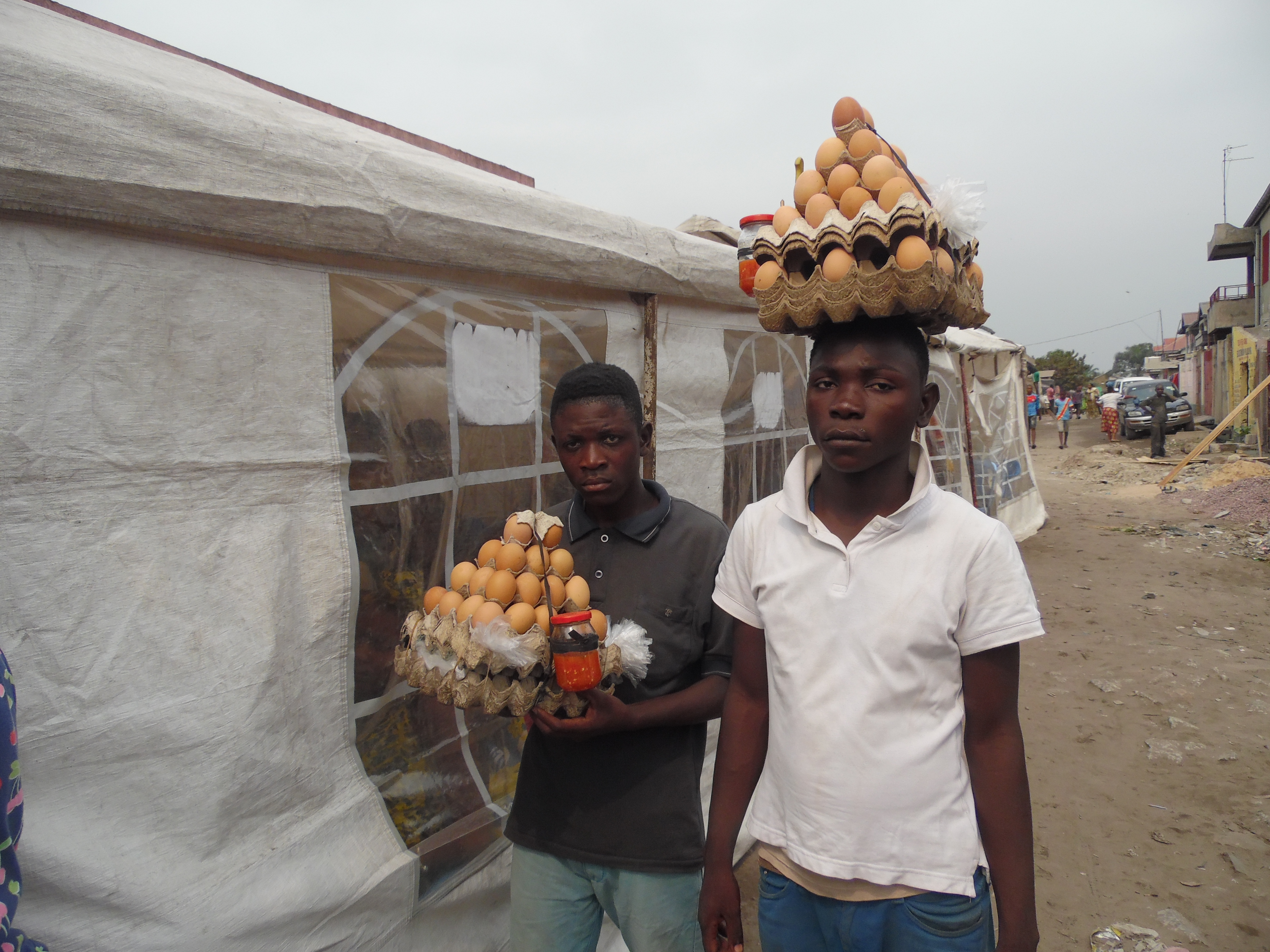
Vendedores de huevos en Kinshasa (RDE Congo).

Los huevos son una fuente barata y rica de proteínas y en casi todas sus preparaciones son muy digestivos. También son ricos en vitaminas (aunque carecen de vitamina C) y de minerales esenciales (ver tabla adjunta). Ha habido, no obstante alguna polémica sobre su contenido en colesterol, que es alto. Sin embargo, la yema del huevo es rica también en fosfolípidos, en especial fosfatidilcolina o lecitina, que por esterificación y sustitución lo limpiaría (téngase en cuenta el condicional) del muy arriesgado colesterol malo (LDL), aunque también contienen ácidos grasos y omega tres, que eliminan el colesterol y, ya que estos están en mayor medida, el riesgo no es excesivo. No es un tema que esté claro ni zanjado, como tantos otros en nutrición. Muchos estudios no encuentran relación entre colesterol ingerido y colesterol en sangre. La consideración tradicional de no tomar más de dos huevos al día ni más de diez a la semana ha sido cuestionada.
Los huevos son convenientes para las mujeres embarazadas ya que poseen colina, que facilita el desarrollo del sistema nervioso central del embrión y del feto; asimismo, la presencia de colina transformada en acetilcolina ayuda a la memoria en el ser humano. El huevo también es rico en luteína y zeaxantina, lo cual previene de problemas oculares como las cataratas.
El huevo, principalmente por la saciedad que aporta, es considerado un buen alimento para incluirlo en dietas enfocadas a perder grasa corporal.
La avidina, una sustancia presente en el huevo crudo, especialmente cuando está unida a la biotina, es muy resistente a la proteólisis por las enzimas del aparato digestivo humano, de tal forma que hace a la biotina ligada totalmente indisponible. La ingestión de grandes cantidades de clara de huevo crudo produce una carencia vitamínica.

## Conservación y cuidado
Los huevos son la fuente más frecuente de salmonelosis. La causa suele estar en restos de excremento de gallina que puedan quedar adheridos a la cáscara si entran en contacto con el interior y si se toman en crudo. Hay menos riesgo si se compran huevos que se venden al por menor en tienda de comestibles porque las empresas los lavan antes de que lleguen a las mismas.
Se deben mantener en sitios refrigerados: por regla general, un huevo se estropea al mismo ritmo en un día si se coloca temperatura ambiente, que en refrigerador durante cuatro días. Los huevos pueden congelarse durante varios meses. Existe en el mercado huevo líquido pasteurizado. Las autoridades de cada país suelen hacer regulaciones específicas sobre el etiquetado de huevos en las cáscaras de los huevos para que el consumidor esté informado acerca del estado y origen del huevo que consume.
Al sumergir un huevo en mal estado, flotará debido a la acumulación de gases en su interior. Los huevos en buen estado de conservación siempre se mantendrán en el fondo.